# Zalesie Słupskie
Zalesie Słupskie – zlikwidowany przystanek osobowy w województwie pomorskim, w Polsce. Stacja znajdowała się przy nieczynnej linii kolejowej ze Słupska do Budowa.